# PRIDE.13
PRIDE.13（プライド・サーティーン）は、日本の総合格闘技イベント「PRIDE」の大会の一つ。2001年3月25日、埼玉県さいたま市のさいたまスーパーアリーナで開催された。海外PPVでの大会名は、「PRIDE 13: Collision Course」。

## 大会概要
この大会からルールが改正され、いわゆる「4点ポイント状態での蹴り」が解禁。その影響か、メインイベントでは桜庭がPRIDEナンバーシリーズ初の敗北。
PRIDE2戦目のダン・ヘンダーソンがヘンゾ・グレイシーをKOで破り、PRIDE初勝利。ヘンゾが敗れ、イゴール・ボブチャンチンも判定負けするなど、波乱が続出した大会でもある。
ボビー・ソースワース、安田忠夫がPRIDE初参戦となった。

## ルール改正
本大会より、試合時間が従来の10分2R（延長5分1R）から1R10分、2R・3R5分の変則3ラウンド制へ変更された。また、グラウンド状態での頭部への蹴りによる攻撃が解禁された（公式には「4点ポジションでの膝蹴り」と呼ばれた）。また、レスリングシューズを履いた状態での蹴りも解禁された。

## 試合結果
第1試合 PRIDEルール 1R10分、2R・3R5分
○  ビクトー・ベウフォート vs.  ボビー・ソースワース ×
1R 4:09 スリーパーホールド
第2試合 PRIDEルール 1R10分、2R・3R5分
○  ガイ・メッツァー vs.  イーゲン井上 ×
1R 2:25 KO（右ストレート）
第3試合 PRIDEルール 1R10分、2R・3R5分
○  ヒース・ヒーリング vs.  ソボレフ・デニス ×
1R 0:22 V1アームロック
第4試合 PRIDEルール 1R10分、2R・3R5分
○  ダン・ヘンダーソン vs.  ヘンゾ・グレイシー ×
1R 1:40 KO（右フック）
第5試合 PRIDEルール 1R10分、2R・3R5分
○  マーク・コールマン vs.  アラン・ゴエス ×
1R 1:19 TKO（レフェリーストップ：グラウンドの膝蹴り）
第6試合 PRIDEルール 1R10分、2R・3R5分
○  安田忠夫 vs.  佐竹雅昭 ×
3R終了 判定2-1
第7試合 PRIDEルール 1R10分、2R・3R5分
○  トレイ・テリグマン vs.  イゴール・ボブチャンチン ×
3R終了 判定3-0
第8試合 PRIDEルール 1R10分、2R・3R5分
○  ヴァンダレイ・シウバ vs.  桜庭和志 ×
1R 1:38 TKO（レフェリーストップ：サッカーボールキック）

## テレビ中継スタッフ
- 企画：フジテレビ格闘技委員会
- 協力：ドリームステージエンタテイメント
- 広報：小出和人
- TD／SW：石田智男
- CAM：武田篤
- VE：池川秀彦
- AUD：吉田信吾、佐脇友彦
- 技術協力：ワークビジョン、エキスプレス、八峯テレビ
- 編集：安田修
- MA：吉沼秀夫
- 選曲：東藤雅人、北山景太郎
- CG技術：浦須内修
- CG：伊原正徳、鈴木真
- 構成：村上卓史
- TK：盛ゆかり
- AD：升本琢也
- 制作協力：D:COMPLEX
- AP：永盛健之、金井由紀子
- ディレクター：小松俊規、佐藤大輔、木下智裕、佐々木淳乃
- チーフディレクター：吉村忠史
- プロデューサー：清原邦夫
- 制作：フジテレビスポーツ局
- 制作著作：フジテレビジョン